# Zeil (Vilslern)
Zeil war ein Gemeindeteil der ehemaligen Gemeinde Vilslern im Landkreis Landshut.
Die Einöde liegt heute auf dem Gebiet der Gemeinde Neufraunhofen auf der Gemarkung Vilslern und wird dem Gemeindeteil Hohenwart zugerechnet. Als Gemeindeteil wurde Zeil zwischen 1972 und 1. Mai 1978 aufgehoben.
Im Amtlichen Ortsverzeichnis 1875 werden für den Ort im Jahr 1871 fünf Einwohner genannt, ebenso wie für das Jahr 1970.